# Genc Tukiçi
Genc Tukiçi est un pianiste-concertiste et compositeur franco-albanais, né le 30 octobre à Tirana. Diplômé du Conservatoire de Tirana et de l'École normale de musique de Paris-Alfred Cortot, il y enseigne actuellement parallèlement à sa carrière de concertiste.

## Biographie

### Formation
Initié à la musique dès son plus jeune âge par son père ténor (Ibrahim Tukiçi (en)) et son frère aîné compositeur et chanteur (David Tukiçi), Genc Tukiçi étudie le piano à l'école de musique Dëshmorët e Lirisë de Tirana de 1971 à 1979. Il poursuit ensuite ses études au lycée artistique national de Tirana (en) (Liceu Artistik Jordan Misja) jusqu'en 1983 puis à l'Institut supérieur des Arts de Tirana (en) (Akademia e Arteve) jusqu'en 1987, avant d'y enseigner en tant que professeur de piano jusqu'en 1990.

En 1990, il quitte l'Albanie pour la Grèce, où il exerce en tant que pianiste pendant deux ans au Théâtre régional municipal  (Δημοτικό Περιφερειακό Θέατρο Κέρκυρας) de Corfou. Il arrive en France en 1993. Il suit l'enseignement de Marian Rybicki et reçoit en le diplôme supérieur d'enseignement et le diplôme supérieur de pianiste concertiste à l'École normale de musique de Paris. En 1997, il y est nommé pianiste et assistant-accompagnateur.

### Carrière

#### Pianiste
Au cours de sa carrière, Genc Tukiçi est amené à jouer dans des salles de reconnaissance mondiale, telles que les salles Gaveau et Cortot à Paris, le théâtre antique d'Orange, ou encore, aux États-Unis, à CAMI Hall (en), Town Hall, ou Salle Jordan (en) (Boston). Sa carrière s'intensifie à partir de 2016: il se produit dans de grandes salles à Vienne (Muzikverein), Luxembourg, Paris, Rome, Londres, New York, Boston, Montréal, Toronto, Tirana, Gstaad, Ulcinj, Sorrente, Zadar, Pristina, Sofia, Abu Dhabi, Dubai, etc. Ses interprétations ont fait l'objet d'enregistrements, notamment avec les orchestres symphoniques de l'opéra de Tirana et de Macédoine, l'orchestre russe Tchaïkovski ou encore avec les orchestres des radiotélévisions albanaise (RTSH) et slovène (Radiotelevizija Slovenija). 
Genc Tukiçi se produit régulièrement aux côtés d'interprètes de renommée internationale, tels qu'Inva Mula, Olen Çesari, Ermonela Jaho, Bujar Llapaj, Benjamin Ziervogel (en), Erza Muqoli, Orazio Baronello, Leonardo Quadrini, Rifat Teqja. Depuis 2015, Genc Tukiçi forme avec Inva Mula et Olen Çesari un trio musical qu'ils nomment "Voyage autour du Monde". Leur répertoire, puisant dans les plus grandes cultures musicales réinterprétées de manière personnelle, a été largement ovationné du public international.

#### Compositeur
En tant que compositeur, Genc Tukiçi a créé et enregistré diverses pièces pour piano et orchestre, dont plusieurs "paraphrases" musicales sur des thèmes de Puccini, Verdi ou Offenbach. En 2016, il compose Valse Célèste, un hymne dédié à la Mère Teresa, joué au Vatican lors de la canonisation de cette dernière. En 2018, il reçoit la bénédiction du Pape François pour ses compositions Fantasia Argentina, dédiée au Pape François, et pour Valse Célèste.

#### Chanteur
En 2015, Genc Tukiçi est qualifié pour les demi-finales de la 54e édition du Festivali i Këngës visant à désigner la chanson représentante de l'Albanie à l'Eurovision 2016, avec sa chanson « Sa te dashuroj », dont il est l'auteur, le compositeur et l'orchestrateur. Il participe à la 56e édition du festival en 2017 avec son frère David Tukiçi avec la chanson « Te pandare », dont il compose la musique sur un texte d'Agim Xheka. En 2019,  il compose la chanson « Ju Flet Tirana » (écrite par Agim Xheka et orchestrée par Shpetim Saraçi) avec laquelle il participe aux demi-finales de la 58ème édition du Festivali i Këngës (FiK). Il chante la chanson en duo avec sa fille, Nadia Tukiçi. Cette chanson, faisant directement référence à la chaine de radio Radio Tirana, a entraîné l'adhésion du public tant albanais qu'international. 

## Prix et distinctions
- 2009 - Genc Tukiçi reçoit le Prix Nino Rota, qui récompense « un grand musicien, de niveau international » et remarque notamment ses « superbes interprétations faites de cœur et d’esprit, en parfaite symbiose avec l’orchestre ».
- 2018 - Genc Tukiçi reçoit la bénédiction du Pape François après avoir composé Fantasia Argentina et Valse Célèste.
- 2022 - Genc Tukiçi reçoit le titre d’Ambassadeur de Paix, conféré par la Fédération pour la Paix Universelle.

## Albums
- En 2013 est sorti un CD de ses compositions inspirées de thèmes patriotiques interprétées : « Inva Mula - Per ty Atdhe »[6].

## Publications
- En 2012, son témoignage, publié sous le titre « La musique en 3D »[7], figure dans un ouvrage consacré au piano et à l'art de l'accompagnement, Piano ma non solo de Jean-Pierre Thiollet.
- En 2015, il contribue à nouveau à un ouvrage de J.-P. Thiollet, 88 notes pour piano solo, dans un chapitre intitulé « Un interprète ne tombe jamais dans l'oubli »[8].